# Tetragona beebei
Tetragona beebei är en biart som först beskrevs av Schwarz 1938.  Tetragona beebei ingår i släktet Tetragona och familjen långtungebin. Inga underarter finns listade i Catalogue of Life.